# Angres
Angres är en kommun i departementet Pas-de-Calais i regionen Hauts-de-France i norra Frankrike. Kommunen ligger i kantonen Liévin-Sud som tillhör arrondissementet Lens. År 2022 hade Angres 4 719 invånare.

## Befolkningsutveckling
Antalet invånare i kommunen Angres
| Referens: INSEE |